# Comté de Barcaldine
Pour les articles homonymes, voir Barcaldine.
Le comté de Barcaldine est une zone d'administration locale au centre du Queensland en Australie.
Le comté comprend la seule ville de Barcaldine.